# Dương Văn Minh
Dương Văn Minh est un général et homme d'État sud-vietnamien, né le 16 février 1916 à Mỹ Tho, dans le delta du Mékong, mort le 6 août 2001 à Pasadena en Californie.

## Carrière
Il organisa le coup d'État du 2 novembre 1963 qui le porta au pouvoir durant trois mois.
Cette prise du pouvoir se fit avec l'aval du gouvernement américain qui déclarait, dès le mois d'août 1963, qu'il serait disposé à soutenir toute équipe anti-communiste prenant la place du président sud-vietnamien Ngô Đình Diệm et de son frère Ngô Ðình Nhu.
En effet, le président Diem devenait de plus en plus impopulaire du fait de la corruption galopante dans les institutions, des promesses de réformes non tenues, et d'une rigidité excessive vis-à-vis des institutions bouddhistes (Diem était un fervent catholique) jusqu'à provoquer des incidents meurtriers (juin 1963).
Toutefois l'apparent laxisme dont fit preuve le "grand Minh", sobriquet qui le poursuit jusqu'à sa mort[réf. nécessaire], fit que rien ne changea. La corruption se développa de plus belle, tant et si bien que, le 30 janvier 1964, un nouveau coup d'État porta au pouvoir Nguyên Khanh.
Minh connaît alors l'exil à Bangkok jusqu'en 1968.
Le 28 avril 1975, il est de nouveau président de la république du Vietnam à la suite de la démission de Trần Văn Hương. Le 30 avril, peu après l'entrée de chars nord-vietnamiens dans la cour du palais présidentiel à Saïgon à 12h15, il remet ses pouvoirs au général de brigade nord-vietnamien Nguyễn Khoa Nam (en), acte final de la chute de Saïgon.
Mis en résidence surveillée jusqu'en 1983, il est autorisé à s'exiler pour la France et y rejoindre ses deux fils. Il finit ses jours à l'Huntington Hospital de Pasadena aux États-Unis.

## Sources
- Le Vietnam de Pierre-Richard Feray, Paris : PUF, août 1984.
- Article du journal Le Monde par Jean-Claude Pomonti, 9 août 2001.